# アクワイア (ゲーム会社)
株式会社アクワイア（英: ACQUIRE Corp.）は、東京都千代田区に本社を置く日本の企業。コンピュータエンターテインメント協会正会員。主に家庭用ゲームの開発などを手掛ける。株式会社KADOKAWAの完全子会社。

## 概要
1994年、当時大学生で後に代表取締役となる遠藤が、山本健介、土田智裕ら高校時代の友人たちとともに企業の前身となるゲーム開発チーム「チームアクワイア」を設立。大学卒業後、半年間フリーランスでの活動を続けた後、ソニー・コンピュータエンタテインメントの勧めで法人化し「有限会社アクワイア」として創業。後に株式会社に組織変更して現在に至る。社名の「アクワイア」は電話帳などの索引で最初に載る「あ」や「A」から始まる言葉の中で強烈な意味を持つ「acquire（獲得する）」から取られた。
「独自性」と「奇抜さ」をキーワードにした、常識にとらわれないコンテンツの開発を方針としている。主な事業は家庭用ゲームソフトや業務系システムの開発で、近年ではソーシャルゲームやスマートフォンアプリなどの開発も行っている。また、自社で所有しているモーションキャプチャースタジオ「Studio Acquire」の運営事業も行っており、自社開発の3Dアクションゲームへの導入などにも利用されている。
1998年発売の初開発担当作品『立体忍者活劇 天誅』は国内で27万本、世界で100万本を売り上げ、この『天誅』のヒットをきっかけに和風ゲームの開発を多く手がけていくこととなる。その後、2007年に開発した『勇者のくせになまいきだ。』のヒットで和風ゲームメーカーからの脱却を果たし、2008年の『剣と魔法と学園モノ。』発売を機に自社販売を積極的に行うようになるなど業務の幅を広げている。また、本社所在地が秋葉原駅付近であることから、秋葉原を舞台とする作品を多く扱っているのも特徴である。
近年において開発を担当した作品では、2018年スクウェア・エニックス発売の『OCTOPATH TRAVELER』が『天誅』以来20年ぶりのミリオンヒットを記録し、様々な賞に受賞およびノミネートされるなど高い評価を得ている。
また、2024年11月7日に任天堂から発売された『マリオ&ルイージRPG ブラザーシップ!』では、初めて同社と共同で制作した。

## 沿革
- 1994年12月6日 - 有限会社アクワイア創業。
- 1998年12月6日 - 株式会社に組織変更。
- 2006年8月 - アエリアの子会社となる[13]。
- 2007年7月 - 関連会社の株式会社ゼロディブを設立。
- 2007年10月3日 - 子会社のエマージェントジャパンからゲーム制作ミドルウェアであるGamebryoの販売を開始。[14]
- 2008年12月26日 - 株式会社 fonfun及びNVソフト株式会社のパッケージゲーム事業部門及びパッケージゲーム開発部門を譲り受けた[15]。
- 2011年10月19日 - ガンホー・オンライン・エンターテイメント株式会社がアエリア保有のアクワイアの株式をすべて取得。ガンホー・オンライン・エンターテイメントの子会社となる[16]。
- 2014年12月6日 - 創立20周年。会社ロゴとスローガンを一新し、新たにマスコットキャラの「アクワイアちゃん」も作られた[4][7]。
- 2019年3月29日 - ゼロディブを同社の全株式を含めシティコネクションへ譲渡。
- 2023年12月26日 - KADOKAWAの100％子会社となる[17][18][19]。

## ゲームソフト
| 発売日/配信日     | タイトル                                      | 開発元                                | 発売元                                   | 機種                 | 備考                                         |
| ----------------- | --------------------------------------------- | ------------------------------------- | ---------------------------------------- | -------------------- | -------------------------------------------- |
| 1998年2月26日     | 立体忍者活劇 天誅                             | アクワイア                            | ソニー・ミュージックエンタテインメント   | PlayStation          | 立体忍者活劇 天誅シリーズ                    |
| 1999年2月25日     | 立体忍者活劇 天誅 忍凱旋                      | アクワイア                            | ソニー・ミュージックエンタテインメント   | PlayStation          | 立体忍者活劇 天誅シリーズ                    |
| 1999年11月11日    | 立体忍者活劇 天誅 忍百選                      | アクワイア                            | ソニー・ミュージックエンタテインメント   | PlayStation          | 立体忍者活劇 天誅シリーズ                    |
| 2000年11月30日    | 立体忍者活劇 天誅 弐                          | アクワイア                            | アクティビジョン                         | PlayStation          | 立体忍者活劇 天誅シリーズ                    |
| 2002年2月7日      | 侍                                            | アクワイア                            | スパイク                                 | PlayStation 2        | 侍道シリーズ                                 |
| 2003年1月6日      | 侍〜完全版〜                                  | アクワイア                            | スパイク                                 | PlayStation 2        | 侍道シリーズ                                 |
| 2003年2月13日     | デカボイス                                    | アクワイア                            | ソニー・コンピュータエンタテインメント   | PlayStation 2        |                                              |
| 2003年10月9日     | 侍道2                                         | アクワイア                            | スパイク                                 | PlayStation 2        | 侍道シリーズ                                 |
| 2004年11月3日     | 侍道2 決闘版                                  | アクワイア                            | スパイク                                 | PlayStation 2        | 侍道シリーズ                                 |
| 2005年1月1日      | サムライウエスタン 活劇侍道                   | アクワイア                            | スパイク                                 | PlayStation 2        | 侍道シリーズ                                 |
| 2005年11月10日    | 忍道 戒                                       | アクワイア                            | スパイク                                 | PlayStation 2        | 忍道シリーズ                                 |
| 2006年3月30日     | 忍道 匠                                       | アクワイア                            | スパイク                                 | PlayStation 2        | 忍道シリーズ                                 |
| 2006年8月31日     | 神業-KAMIWAZA-                                | アクワイア                            | アクワイア                               | PlayStation 2        |                                              |
| 2006年10月26日    | 忍道 焔                                       | アクワイア                            | スパイク                                 | PlayStation Portable | 忍道シリーズ                                 |
| 2007年12月6日     | 勇者のくせになまいきだ。                      | アクワイア                            | ソニー・コンピュータエンタテインメント   | PlayStation Portable | 勇者のくせになまいきだシリーズ               |
| 2008年6月26日     | 剣と魔法と学園モノ。                          | ゼロディブ                            | アクワイア                               | PlayStation Portable | 剣と魔法と学園モノ。シリーズ                 |
| 2008年9月18日     | 侍道ポータブル                                | ゼロディブ、アクワイア                | スパイク                                 | PlayStation 2        | 侍道シリーズ                                 |
| 2008年10月16日    | 勇者のくせになまいきだor2                     | アクワイア                            | ソニー・コンピュータエンタテインメント   | PlayStation Portable | 勇者のくせになまいきだシリーズ               |
| 2008年10月23日    | 天誅4                                         | アクワイア                            | フロム・ソフトウェア                     | Wii                  | 立体忍者活劇 天誅シリーズ                    |
| 2008年11月13日    | 侍道3                                         | アクワイア                            | スパイク                                 | PlayStation 3        | 侍道シリーズ                                 |
| 2009年2月26日     | 侍道3                                         | アクワイア                            | スパイク                                 | Xbox 360             | 侍道シリーズ                                 |
| 2009年2月12日     | 天誅4 plus                                    | アクワイア                            | フロム・ソフトウェア                     | PlayStation Portable | 立体忍者活劇 天誅シリーズ                    |
| 2009年4月29日     | ダン←ダム                                     | ライドオン・インコーポレイテッド      | アクワイア                               | ニンテンドーDS       |                                              |
| 2009年6月25日     | 剣と魔法と学園モノ。2                         | ゼロディブ                            | アクワイア                               | PlayStation Portable | 剣と魔法と学園モノ。シリーズ                 |
| 2009年8月20日     | ライブオンDS                                  | ゼロディブ                            | アクワイア                               | ニンテンドーDS       |                                              |
| 2009年9月3日      | 侍道2ポータブル                               | アクワイア                            | スパイク                                 | PlayStation Portable | 侍道シリーズ                                 |
| 2009年10月29日    | 侍道3 Plus                                    | アクワイア                            | スパイク                                 | PlayStation 3        | 侍道シリーズ                                 |
| 2009年12月9日     | ウィザードリィ 囚われし魂の迷宮               | アクワイア、ゼロディブ                | アクワイア                               | PlayStation 3        | ウィザードリィ ルネサンスプロジェクトの1作品 |
| 2015年12月3日     | ウィザードリィ 囚われし魂の迷宮               | アクワイア、ゼロディブ                | アクワイア                               | PlayStation Vita     | ウィザードリィ ルネサンスプロジェクトの1作品 |
| 2011年7月29日     | ウィザードリィ 囚われし魂の迷宮               | アクワイア、ゼロディブ                | アクワイア                               | iOS                  | ウィザードリィ ルネサンスプロジェクトの1作品 |
| 2012年5月21日     | ウィザードリィ 囚われし魂の迷宮               | アクワイア、ゼロディブ                | アクワイア                               | Android              | ウィザードリィ ルネサンスプロジェクトの1作品 |
| 2009年12月29日    | フラゴリア                                    | DATCROFT                              | アクワイア                               | ブラウザ             |                                              |
| 2010年1月14日     | 剣闘士 グラディエータービギンズ               | 娯匠                                  | アクワイア                               | PlayStation Portable | 剣闘士シリーズ                               |
| 2010年1月20日     | ととビアーン for mixi                         | ゼロディブ                            | アクワイア                               | 携帯電話             |                                              |
| 2010年2月18日     | 100万トンのバラバラ                           | アクワイア、SCEジャパンスタジオ       | ソニー・コンピュータエンタテインメント   | PlayStation Portable |                                              |
| 2010年3月11日     | 勇者のくせになまいきだ:3D                     | アクワイア                            | ソニー・コンピュータエンタテインメント   | PlayStation Portable | 勇者のくせになまいきだシリーズ               |
| 2010年7月22日     | 剣と魔法と学園モノ。2G                        | ゼロディブ                            | アクワイア                               | PlayStation 3        | 剣と魔法と学園モノ。シリーズ                 |
| 2010年7月22日     | 剣と魔法と学園モノ。2G                        | ゼロディブ                            | アクワイア                               | PlayStation Portable | 剣と魔法と学園モノ。シリーズ                 |
| 2010年5月27日     | ニンジャ戦記                                  | ゼロディブ                            | HEROZ、アクワイア                        | 携帯電話             |                                              |
| 2010年6月25日     | バクマツ☆維新伝                               | ゼロディブ                            | アクワイア                               | PlayStation 3        |                                              |
| 2010年10月7日     | 剣と魔法と学園モノ。3                         | ゼロディブ                            | アクワイア                               | PlayStation 3        | 剣と魔法と学園モノ。シリーズ                 |
| 2011年1月27日     | ウィザードリィ 囚われし亡霊の街               | アクワイア / ゼロディブ               | アクワイア                               | PlayStation 3        | ウィザードリィ ルネサンスプロジェクトの1作品 |
| 2016年2月5日      | ウィザードリィ 囚われし亡霊の街               | アクワイア / ゼロディブ               | アクワイア                               | PlayStation Vita     | ウィザードリィ ルネサンスプロジェクトの1作品 |
| 2011年3月3日      | 侍道4                                         | アクワイア                            | スパイク                                 | PlayStation 3        | 侍道シリーズ                                 |
| 2011年5月19日     | AKIBA'S TRIP                                  | アクワイア                            | アクワイア                               | PlayStation Portable | AKIBA'Sシリーズ                              |
| 2011年7月7日      | 剣と魔法と学園モノ。3D                        | ゼロディブ                            | アクワイア                               | ニンテンドー3DS      | 剣と魔法と学園モノ。シリーズ                 |
| 2011年10月13日    | 剣と魔法と学園モノ。Final 〜新入生はお姫様!〜 | ゼロディブ                            | アクワイア                               | PlayStation Portable | 剣と魔法と学園モノ。シリーズ                 |
| 2011年11月23日    | GLADIATOR VS                                  | 娯匠、アクワイア                      | アクワイア                               | PlayStation 3        | 剣闘士シリーズ                               |
| 2011年12月17日    | 忍道2 散華                                    | アクワイア                            | スパイク                                 | PlayStation Vita     | 忍道シリーズ                                 |
| 2012年1月26日     | 侍道4 Plus                                    | アクワイア                            | スパイク                                 | PlayStation 3        | 侍道シリーズ                                 |
| 2012年2月9日      | 墨鬼 SUMIONI                                  | アクワイア                            | アクワイア                               | PlayStation Vita     |                                              |
| 2011年6月14日     | AKIBA'S TRIP PLUS                             | アクワイア                            | アクワイア                               | PlayStation Portable | AKIBA'Sシリーズ                              |
| 2012年7月19日     | 新・剣と魔法と学園モノ。刻の学園              | ゼロディブ                            | アクワイア                               | PlayStation Portable | 剣と魔法と学園モノ。シリーズ                 |
| 2012年8月9日      | orgarhythm                                    | ネイロ                                | アクワイア                               | PlayStation Vita     |                                              |
| 2012年10月17日    | 墨鬼 THD                                      | アクワイア                            | アクワイア                               | Android              |                                              |
| 2012年11月1日     | ロード・トゥ・ドラゴン                        | アクワイア                            | アクワイア                               | iOS                  |                                              |
| 2013年2月12日     | ロード・トゥ・ドラゴン                        | アクワイア                            | アクワイア                               | Android              |                                              |
| 2012年11月20日    | orgarhythm THD                                | ネイロ                                | アクワイア                               | Android              |                                              |
| 2013年8月1日      | MIND≒0                                        | ゼロディブ                            | アクワイア                               | PlayStation Vita     |                                              |
| 2013年9月30日     | ディバインゲート                              | アクワイア                            | ガンホー・オンライン・エンターテイメント | Android              |                                              |
| 2013年10月10日    | ディバインゲート                              | アクワイア                            | ガンホー・オンライン・エンターテイメント | iOS                  |                                              |
| 2013年10月3日     | rain                                          | アクワイア、SCEジャパンスタジオ       | ソニー・コンピュータエンタテインメント   | PlayStation 3        |                                              |
| 2013年11月7日     | AKIBA'S TRIP2                                 | アクワイア                            | アクワイア                               | PlayStation 3        | AKIBA'Sシリーズ                              |
| 2013年11月7日     | AKIBA'S TRIP2                                 | アクワイア                            | アクワイア                               | PlayStation Vita     | AKIBA'Sシリーズ                              |
| 2014年7月3日      | AKIBA'S TRIP2                                 | アクワイア                            | アクワイア                               | PlayStation 4        | AKIBA'Sシリーズ                              |
| 2014年11月18日    | 勇者トリデ BAGOON!!                           | アクワイア                            | アクワイア                               | Android              |                                              |
| 2014年11月25日    | 勇者トリデ BAGOON!!                           | アクワイア                            | アクワイア                               | iOS                  |                                              |
| 2015年4月7日      | 宇宙の寿司                                    | アクワイア                            | アクワイア                               | Android              |                                              |
| 2015年5月11日     | 宇宙の寿司                                    | アクワイア                            | アクワイア                               | iOS                  |                                              |
| 2015年7月2日      | 絶対迎撃ウォーズ                              | アクワイア                            | アクワイア                               | PlayStation 3        |                                              |
| 2015年7月2日      | 絶対迎撃ウォーズ                              | アクワイア                            | アクワイア                               | PlayStation Vita     |                                              |
| 2016年12月15日    | AKIBA'S BEAT                                  | アクワイア                            | アクワイア                               | PlayStation 4        | AKIBA'Sシリーズ                              |
| 2017年4月27日     | AKIBA'S BEAT                                  | アクワイア                            | アクワイア                               | PlayStation Vita     | AKIBA'Sシリーズ                              |
| 2017年2月2日      | AKIBA'S TRIP2+A                               | アクワイア                            | アクワイア                               | PlayStation 4        | AKIBA'Sシリーズ                              |
| 2017年4月18日     | AKIBA'S TRIP Festa!                           | DMM GAMES、アクワイア                 | DMM GAMES                                | ブラウザ             | AKIBA'Sシリーズ                              |
| 2017年10月14日    | V!勇者のくせになまいきだR                     | アクワイア                            | ソニー・コンピュータエンタテインメント   | PlayStation 4        | 勇者のくせになまいきだシリーズ               |
| 2018年4月26日     | 剣と魔法と学園モノ。Anniversary Edition       | ゼロディブ                            | アクワイア                               | Nintendo Switch      | 剣と魔法と学園モノ。シリーズ                 |
| 2018年7月13日     | OCTOPATH TRAVELER                             | スクウェア・エニックス / アクワイア   | スクウェア・エニックス                   | Nintendo Switch      | オクトパストラベラーシリーズ                 |
| 2019年6月7日      | OCTOPATH TRAVELER                             | スクウェア・エニックス / アクワイア   | スクウェア・エニックス                   | PC                   | オクトパストラベラーシリーズ                 |
| 2021年3月25日     | OCTOPATH TRAVELER                             | スクウェア・エニックス / アクワイア   | スクウェア・エニックス                   | Xbox One             | オクトパストラベラーシリーズ                 |
| 2024年6月6日      | OCTOPATH TRAVELER                             | スクウェア・エニックス / アクワイア   | スクウェア・エニックス                   | PlayStation 5        | オクトパストラベラーシリーズ                 |
| 2024年6月6日      | OCTOPATH TRAVELER                             | スクウェア・エニックス / アクワイア   | スクウェア・エニックス                   | PlayStation 4        | オクトパストラベラーシリーズ                 |
| 2019年4月16日     | SCRAP RUSH!!                                  | アクワイア                            | アクワイア                               | Nintendo Switch      |                                              |
| 2019年6月20日     | SCRAP RUSH!!                                  | アクワイア                            | アクワイア                               | PC                   |                                              |
| 2019年6月27日     | じんるいのみなさまへ                          | アクワイア                            | 日本一ソフトウェア                       | PlayStation 4        |                                              |
| 2019年6月27日     | じんるいのみなさまへ                          | アクワイア                            | 日本一ソフトウェア                       | Nintendo Switch      |                                              |
| 2020年2月20日     | 侍道外伝 KATANAKAMI                           | アクワイア                            | スパイク・チュンソフト                   | PlayStation 4        | 侍道シリーズ                                 |
| 2020年2月20日     | 侍道外伝 KATANAKAMI                           | アクワイア                            | スパイク・チュンソフト                   | Nintendo Switch      | 侍道シリーズ                                 |
| 2020年2月20日     | 侍道外伝 KATANAKAMI                           | アクワイア                            | スパイク・チュンソフト                   | PC                   | 侍道シリーズ                                 |
| 2020年10月28日    | OCTOPATH TRAVELER 大陸の覇者                  | アクワイア / ドキドキグルーヴワークス | スクウェア・エニックス                   | Android              | オクトパストラベラーシリーズ                 |
| 2020年10月28日    | OCTOPATH TRAVELER 大陸の覇者                  | アクワイア / ドキドキグルーヴワークス | スクウェア・エニックス                   | iOS                  | オクトパストラベラーシリーズ                 |
| 2021年9月16日     | 閃乱忍忍忍者大戦ネプテューヌ -少女達の響艶-   | タムソフト / アクワイア               | コンパイルハート                         | PlayStation 4        | ネプテューヌシリーズ 閃乱カグラシリーズ      |
| 2022年3月17日     | 閃乱忍忍忍者大戦ネプテューヌ -少女達の響艶-   | タムソフト / アクワイア               | コンパイルハート                         | Nintendo Switch      | ネプテューヌシリーズ 閃乱カグラシリーズ      |
| 2022年9月8日      | 剣と魔法と学園クエスト。                      | アクワイア                            | アクワイア                               | PlayStation 4        | 剣と魔法と学園モノ。シリーズ                 |
| 2022年9月8日      | 剣と魔法と学園クエスト。                      | アクワイア                            | アクワイア                               | Nintendo Switch      | 剣と魔法と学園モノ。シリーズ                 |
| 2022年9月8日      | 剣と魔法と学園クエスト。                      | アクワイア                            | アクワイア                               | PC                   | 剣と魔法と学園モノ。シリーズ                 |
| 2022年9月29日     | 残月の鎖宮 -Labyrinth of Zangetsu-            | カエルパンダ                          | アクワイア                               | PlayStation 4        |                                              |
| 2022年9月29日     | 残月の鎖宮 -Labyrinth of Zangetsu-            | カエルパンダ                          | アクワイア                               | Nintendo Switch      |                                              |
| 時期未定          | 残月の鎖宮 -Labyrinth of Zangetsu-            | カエルパンダ                          | アクワイア                               | PC                   |                                              |
| 2023年2月24日     | OCTOPATH TRAVELER II                          | スクウェア・エニックス / アクワイア   | スクウェア・エニックス                   | Nintendo Switch      | オクトパストラベラーシリーズ                 |
| 2023年2月24日     | OCTOPATH TRAVELER II                          | スクウェア・エニックス / アクワイア   | スクウェア・エニックス                   | PlayStation 5        | オクトパストラベラーシリーズ                 |
| 2023年2月24日     | OCTOPATH TRAVELER II                          | スクウェア・エニックス / アクワイア   | スクウェア・エニックス                   | PlayStation 4        | オクトパストラベラーシリーズ                 |
| 2023年2月25日     | OCTOPATH TRAVELER II                          | スクウェア・エニックス / アクワイア   | スクウェア・エニックス                   | PC                   | オクトパストラベラーシリーズ                 |
| 2024年6月6日      | OCTOPATH TRAVELER II                          | スクウェア・エニックス / アクワイア   | スクウェア・エニックス                   | Xbox Series X/S      | オクトパストラベラーシリーズ                 |
| 2024年6月6日      | OCTOPATH TRAVELER II                          | スクウェア・エニックス / アクワイア   | スクウェア・エニックス                   | Xbox One             | オクトパストラベラーシリーズ                 |
| 2024年3月8日      | 超古代兵器ホリー                              | アクワイア                            | アクワイア                               | Nintendo Switch      |                                              |
| 2024年3月8日      | 超古代兵器ホリー                              | アクワイア                            | アクワイア                               | PlayStation 5        |                                              |
| 2024年3月8日      | 超古代兵器ホリー                              | アクワイア                            | アニプレックス                           | PC                   |                                              |
| 時期未定          | 超古代兵器ホリー                              | アクワイア                            | アクワイア                               | PlayStation 4        |                                              |
| 2024年5月23日     | 霧の戦場のヴェルディーナ: C.A.R.D.S. RPG      | アクワイア                            | アクワイア                               | Nintendo Switch      |                                              |
| 2024年5月23日     | 霧の戦場のヴェルディーナ: C.A.R.D.S. RPG      | アクワイア                            | アクワイア                               | PlayStation 5        |                                              |
| 2024年5月23日     | 霧の戦場のヴェルディーナ: C.A.R.D.S. RPG      | アクワイア                            | アクワイア                               | PlayStation 4        |                                              |
| 2024年5月23日     | 霧の戦場のヴェルディーナ: C.A.R.D.S. RPG      | アクワイア                            | アクワイア                               | PC                   |                                              |
| 2024年7月11日     | Hookah Haze                                   | アクワイア                            | アニプレックス                           | Nintendo Switch      |                                              |
| 2024年7月11日     | Hookah Haze                                   | アクワイア                            | アニプレックス                           | PC                   |                                              |
| 2024年11月7日     | マリオ&ルイージRPG ブラザーシップ!            | 任天堂/アクワイア                     | 任天堂                                   | Nintendo Switch      | マリオ&ルイージRPGシリーズ                   |
| 2025年4月10日     | オールインアビス イカサマサバキ               | アクワイア                            | アライアンス・アーツ                     | Nintendo Switch      |                                              |
| 2025年4月10日     | オールインアビス イカサマサバキ               | アクワイア                            | アライアンス・アーツ                     | PlayStation 5        |                                              |
| 2025年4月10日     | オールインアビス イカサマサバキ               | アクワイア                            | アライアンス・アーツ                     | PC                   |                                              |
| 2025年9月18日予定 | 剣と魔法と学園モノ。1 2 3 Remaster Collection | ゼロディブ                            | アクワイア                               | Nintendo Switch      | 剣と魔法と学園モノ。シリーズ                 |
| 2025年9月18日予定 | 剣と魔法と学園モノ。1 2 3 Remaster Collection | ゼロディブ                            | アクワイア                               | PlayStation 5        | 剣と魔法と学園モノ。シリーズ                 |
| 2025年予定        | 剣と魔法と学園モノ。3 Remaster                | ゼロディブ                            | アクワイア                               | Nintendo Switch      | 剣と魔法と学園モノ。シリーズ                 |
| 2025年予定        | 剣と魔法と学園モノ。3 Remaster                | ゼロディブ                            | アクワイア                               | PlayStation 5        | 剣と魔法と学園モノ。シリーズ                 |
| 2025年予定        | 剣と魔法と学園モノ。3 Remaster                | ゼロディブ                            | アクワイア                               | PC                   | 剣と魔法と学園モノ。シリーズ                 |

### 開発協力
- フィッシュアイズ（パック・イン・ビデオ）（グラフィック担当）
- 七つの秘館（コーエー）（グラフィック担当）
- 三國無双（コーエー）（グラフィック担当）
- 信長の野望 リターンズ（コーエー）（グラフィック担当）
- 水滸伝・天命の誓い（コーエー）（グラフィック担当）